# António Teixeira de Sousa

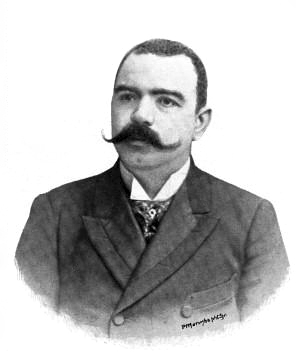
António Teixeira de Sousa.

António Teixeira de Sousa (Celeirós, 5 mei 1857 - Porto, 5 juni 1917) was een Portugees politicus ten tijde van de monarchie. In 1910 was hij de laatste premier tijdens de Portugese monarchie.

## Levensloop
In 1883 beëindigde Teixeira de Sousa zijn opleiding als arts aan de Medische-Chirurgische Hogeschool van Porto. Vervolgens werkte hij onder andere als medicus in het leger en in de openbare dienst.
Hij was lid van de Regeneratiepartij en vervulde in de eindfase van de Portugese monarchie meerdere openbare ambten, zo was hij van 1903 tot 1904 en in 1906 minister van Financiën. Later was hij minister van Binnenlandse Zaken. Op 26 juni 1910 werd hij door koning Emanuel II benoemd tot premier. De revolutie van 5 oktober 1910, die het einde van de Portugese monarchie betekende, beëindigde ook het premierschap en de politieke loopbaan van Teixeira de Sousa.
- Gemeinsame Normdatei: 1024418731
- International Standard Name Identifier: 0000 0000 6632 1780
- Library of Congress Control Number: no99064520
- Virtual International Authority File: 4567238
- WorldCat: E39PBJgcXgf7cGHbmKy86bH3cP